# Jürgen Berginz
Jürgen Berginz (* 30. Juni 1989) ist ein liechtensteinischer Bobfahrer.

## Karriere
Jürgen Berginz nahm bei den Olympischen Winterspielen 2010 in Vancouver teil. Da im Zweierbob Michael Klingler und Thomas Dürr stürzten und Klingler sich verletzte, war ein Start zusammen mit Berginz und Richard Wunder im Viererbob nicht möglich.